# The BossHoss
The BossHoss (TBH) ist eine 2004 gegründete siebenköpfige Band aus Berlin. Die Gruppe hatte 2005 ihren Durchbruch mit Interpretationen von Popsongs im Country-Musik-Stil. Inzwischen schreibt der Rhythmusgitarrist Sascha Vollmer die meisten Lieder der Band selbst, wie auch ihre bislang kommerziell erfolgreichste Single Don’t Gimme That. Der Ursprung des Bandnamens liegt in dem 1965 von The Sonics veröffentlichten Lied Boss Hoss.

## Geschichte

### 2004 bis 2006 – Gründungsphase
Die Band wurde 2004 von den beiden Werbegrafikern Sascha Vollmer, Alec Völkel und Michael Frick in Berlin gegründet. Ihren ersten Auftritt hatte die Band im Berliner Bassy Cowboy Club. Danach spielte sie zunächst nur bei privaten Feiern und in kleinen Berliner Clubs; Ende 2004 unterzeichneten sie bei Universal Music ihren ersten Major-Plattenvertrag. 2004 coverten sie für Langnese-Speiseeis den Werbesong Like Ice in the Sunshine; nach dessen Veröffentlichung stieg Frick aus der Band aus und wurde durch Guss Brooks ersetzt. Im April 2005 erschien die erste Single Hey Ya, im Mai desselben Jahres folgte die Veröffentlichung ihres Debütalbums Internashville Urban Hymns. Das Album stieg in Deutschland auf Platz 11 der Albumcharts; die Band spielte 182 Konzerte in Deutschland, Österreich, der Schweiz und den Niederlanden. 2006 steuerte die Band die Filmmusik zu FC Venus – Angriff ist die beste Verteidigung bei.
Im April 2006 erschien die erste Single-Auskopplung I Say a Little Prayer des Albums Rodeo Radio, das am 19. Mai 2006 auf den Markt kam und zur Hälfte Eigenkompositionen enthält. Auf dem Album löste Russ T. Nail den alten Leadgitarristen Boris „Russ“ Kontorowski ab. Auch 2006 war die Band mit 150 Konzerten auf Tournee. Zur Veröffentlichung des zweiten Albums Rodeo Radio stieg das Debütalbum Internashville Urban Hymns ein Jahr nach Veröffentlichung wieder in die Charts ein und erreichte Ende Mai 2006 mit 100.000 verkauften CDs Goldstatus. Im Dezember 2006 wurde das zweite Album Rodeo Radio ebenfalls mit Gold ausgezeichnet.

### 2007 bis 2011 – Neue Besetzungen

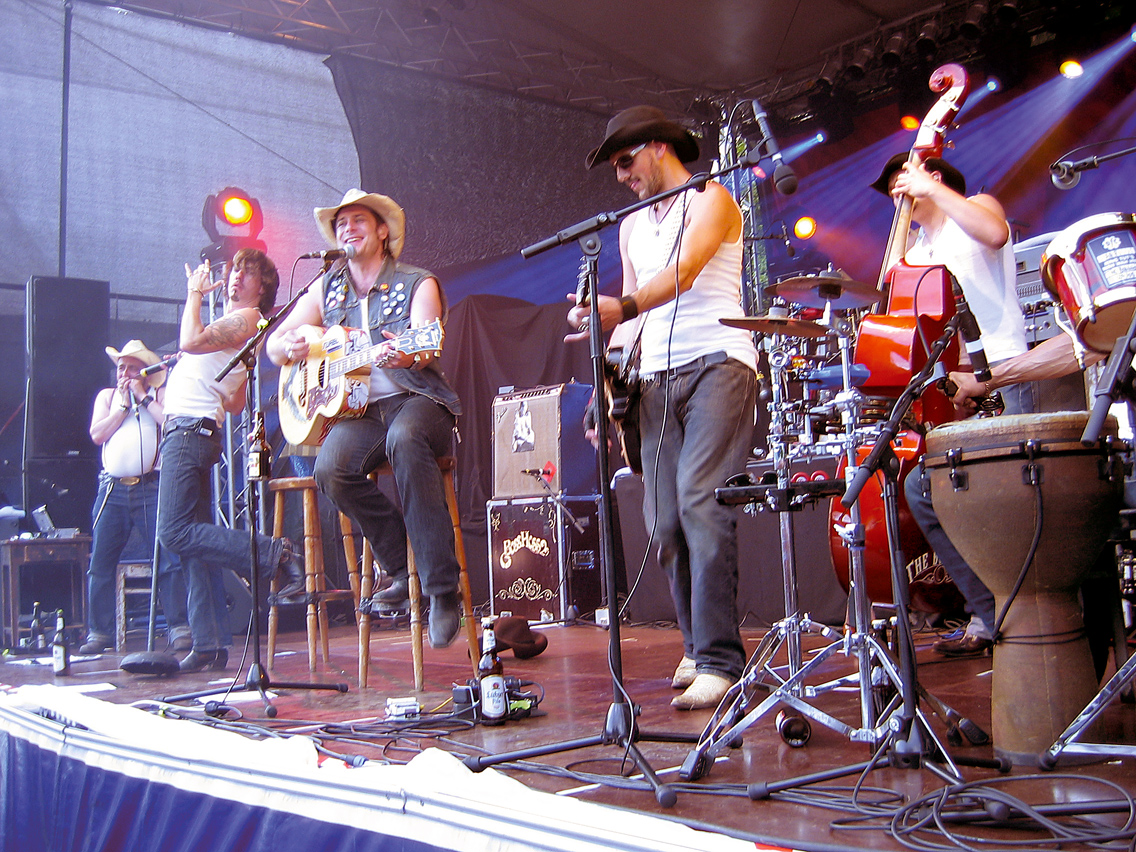
The Boss Hoss, 2007. Von links nach rechts: Hank Williamson, Boss Burns, Hoss Power, Russ T. Rocket, Guss Brooks.

Das Jahr 2007 begann mit einer Tour durch Kanada, bei der erstmals die beiden neuen Bandmitglieder Hank Williamson und Russ T. Rocket live zu sehen waren; es folgte dann die Veröffentlichung der Single-EP Everything Counts/Truck ’n’ Roll Rules. Das Video dazu stammt von Regisseur Detlev Buck, zu dessen erstem Kinderfilm Hände weg von Mississippi The BossHoss den Titelsong beisteuerten. Ende des Jahres erschien die zweite Single-Auskopplung Monkey Business und das dritte Album Stallion Battalion mit überwiegend Eigenkompositionen.
Das vierte Studioalbum Do or Die erschien am 19. Juni 2009. Die erste Single-Auskopplung Last Day kam bereits am 5. Juni 2009 auf den Markt. Anschließend spielte die Band beim Heavy-Metal-Festival Wacken Open Air. Im November 2009 war sie mit ihrer Tour Go! Go! Go! in Deutschland, Österreich und der Schweiz unterwegs. Im selben Jahr spielte die Band zusammen mit Gunter Gabriel eine Cover-Version des David-Bowie-Songs Heroes / Helden ein, die auf Gabriels Album Sohn aus dem Volk. German Recordings veröffentlicht wurde.
2010 war die Band erneut auf Tournee; ihr Album Low Voltage, das ein Best-of-Album mit drei neuen Titeln darstellt, erschien am 23. April 2010. Auf der Low-Voltage-Tour holte sich die Band durch die Bläsergruppe Tijuana Wonderbrass und das Babelsberger Filmorchester Verstärkung, wobei erstere immer noch mit der Band touren. Im Juni 2011 spielte die Band bei den Festivals Rock im Park und Rock am Ring.

### Seit 2011 –The Voice of Germany

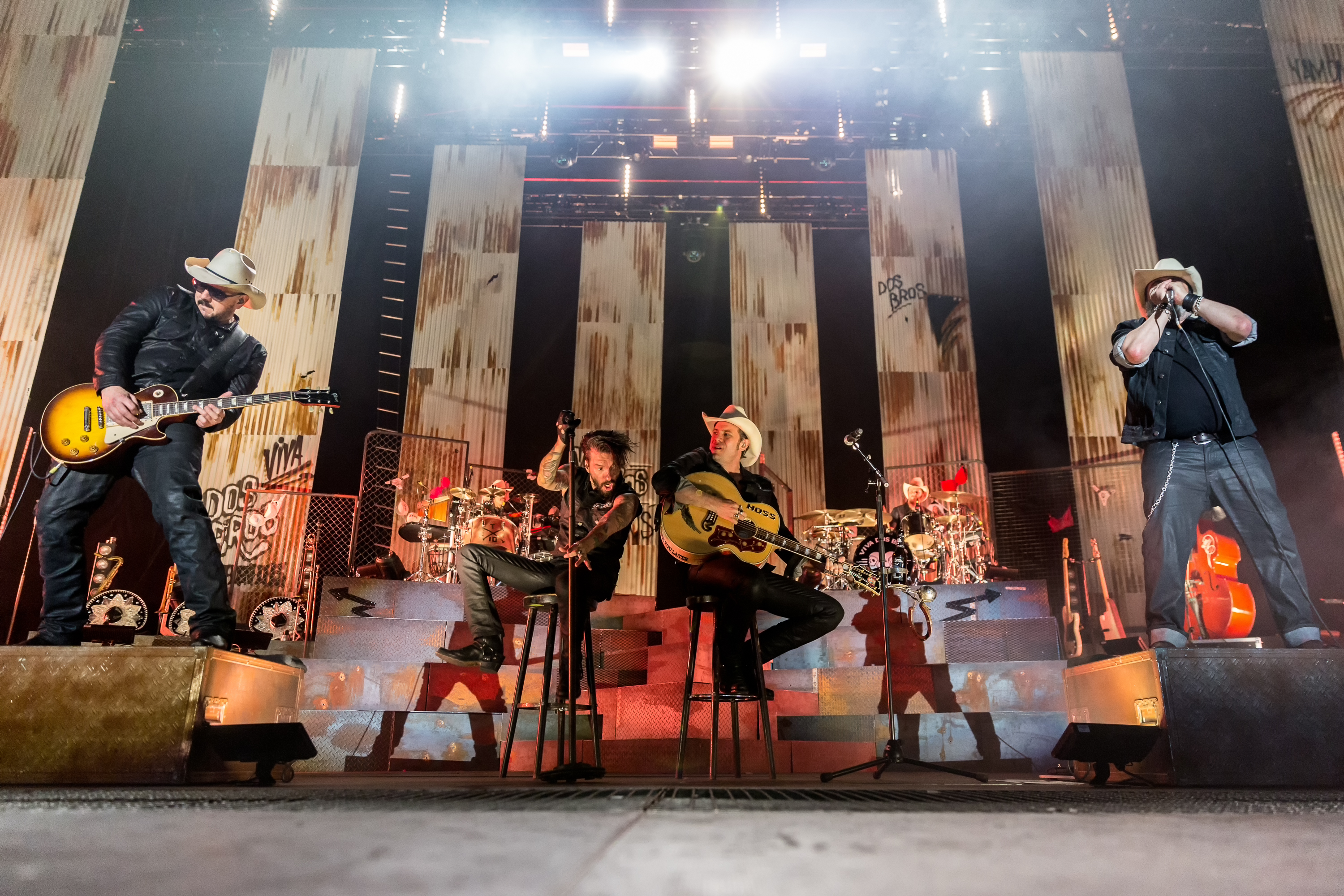
The BossHoss

Von Herbst 2011 bis Winter 2013 teilten sich Burns und Power in den ersten drei Staffeln einen Jurorensitz bei der Castingshow The Voice of Germany. Das ebenfalls in jenem Herbst erschienene Album Liberty of Action erreichte Platz vier in den deutschen Albumcharts, die Single Don’t Gimme That wurde mit Platz acht die erste Top-10-Platzierung, die The BossHoss in den Singlecharts bis dahin erreicht hatte. Don’t Gimme That belegte Platz eins in den österreichischen Charts. L.O.V.E., im Original von Nat King Cole, wurde auch für den Soundtrack zum Film Rubbeldiekatz von Detlev Buck verwendet und als Single veröffentlicht, die sich ebenfalls in den Charts platzieren konnte. Nachdem der Schützling von Boss Burns und Hoss Power, Ivy Quainoo, The Voice of Germany gewann, interpretierte die Band mit ihr live I Say a Little Prayer. Am 5. Januar 2013 traten sie als Special Guest beim ersten DEL Winter Game im Stadion Nürnberg auf.
Im Frühjahr 2014 veröffentlichte die Band die Single My Personal Song und tourte durch Australien. Als erste deutsche Band spielte sie auf dem Soundwave Festivals. Im April 2015 veröffentlichte der Baumhaus Verlag das Kinderbuch The BossHoss – Kleine Cowboys ganz groß, das Power und Burns zusammen mit Daniel Ernle konzipierten. Zudem trennte sich die Band in diesem Jahr von ihrem langjährigen Manager. Im September 2015 veröffentlichte die Gruppe ihr siebtes Studioalbum Dos Bros. Zum ersten Mal erreichte die Band damit Platz eins der deutschen und österreichischen Albumcharts. Anfang 2017 übernahmen Völkel und Vollmer die Gastgeberrolle in der vierten Staffel der VOX-Sendung Sing meinen Song – Das Tauschkonzert. Seit 2018 sind sie Teil der Jury beim The Voice of Germany-Ableger The Voice Senior. 2019 waren sie Coaches bei der siebten Staffel von The Voice Kids. Von Mai bis Juni 2020 moderierten Vollmer und Völkel die Spielshow The Mole – Wem kannst du trauen? auf Sat.1. 2021 hatten The Boss Hoss eine Gastrolle in der norwegisch-deutschen Netflix-Produktion Asphalt Burning, zu der die auch den Titelsong Burning Love lieferten.
Im Mai 2025 veröffentlichten The Boss Hoss einen gemeinsamen Song mit Schauspieler Arnold Schwarzenegger, den die Country-Rockband auf einer Benefizveranstaltung kennenlernte, mit dem Titel I'll be back. Außerdem tritt Schwarzenegger im dazugehörigen Musikvideo auf. Der Titel des Songs lehnt sich an ein berühmtes Zitat des Schauspielers, das in die Filmgeschichte einging, in dessen Paraderolle als humanoider Killerroboter in dem Science-Fiction-Film Terminator von 1984 an.

## Weitere Tätigkeiten der Bandmitglieder
The BossHoss sind in die Bereiche Produktion, Abmischung, Recording, Arrangement, Tontechnik und Grafikdesign ihrer Veröffentlichungen involviert. Hoss Power ist neben seiner Funktion als Rhythmusgitarrist und Sänger auch Hauptkomponist der Band; er hat bei jedem Album die Produktion, das Arrangement, das Recording und die Abmischung übernommen. Boss Burns hat das Grafikdesign aller Alben übernommen, Guss Brooks seit dem Album Low Voltage die Tontechnik. Die Radiosequenzen von Rodeo Radio spielten Power und Ernesto Escobar de Tijuana ein. Bei einigen Stücken waren mit de Tijuana und Williamson neben Hauptkomponist Power auch andere Bandmitglieder am Songwriting beteiligt. Frank Doe übernimmt das Setlisting bei Live-Shows.
Die meisten Bandmitglieder sind in Nebenprojekten tätig, so beispielsweise Guss Brooks mit The 2930s, der mit diesem Nebenprojekt auch als Vorband für The BossHoss auftritt, und Boss Burns mit Teheran Taxi. Power, Doe und de Tijuana arbeiteten als Komponisten, Arrangeure, Abmischer, Sound Designer und Produzenten im Sonnenstudio in Berlin für Bands und Firmen wie McDonald’s, BMW oder Tchibo. 2014 gründete die Band das Studio Internashville.

## Live-Inszenierung

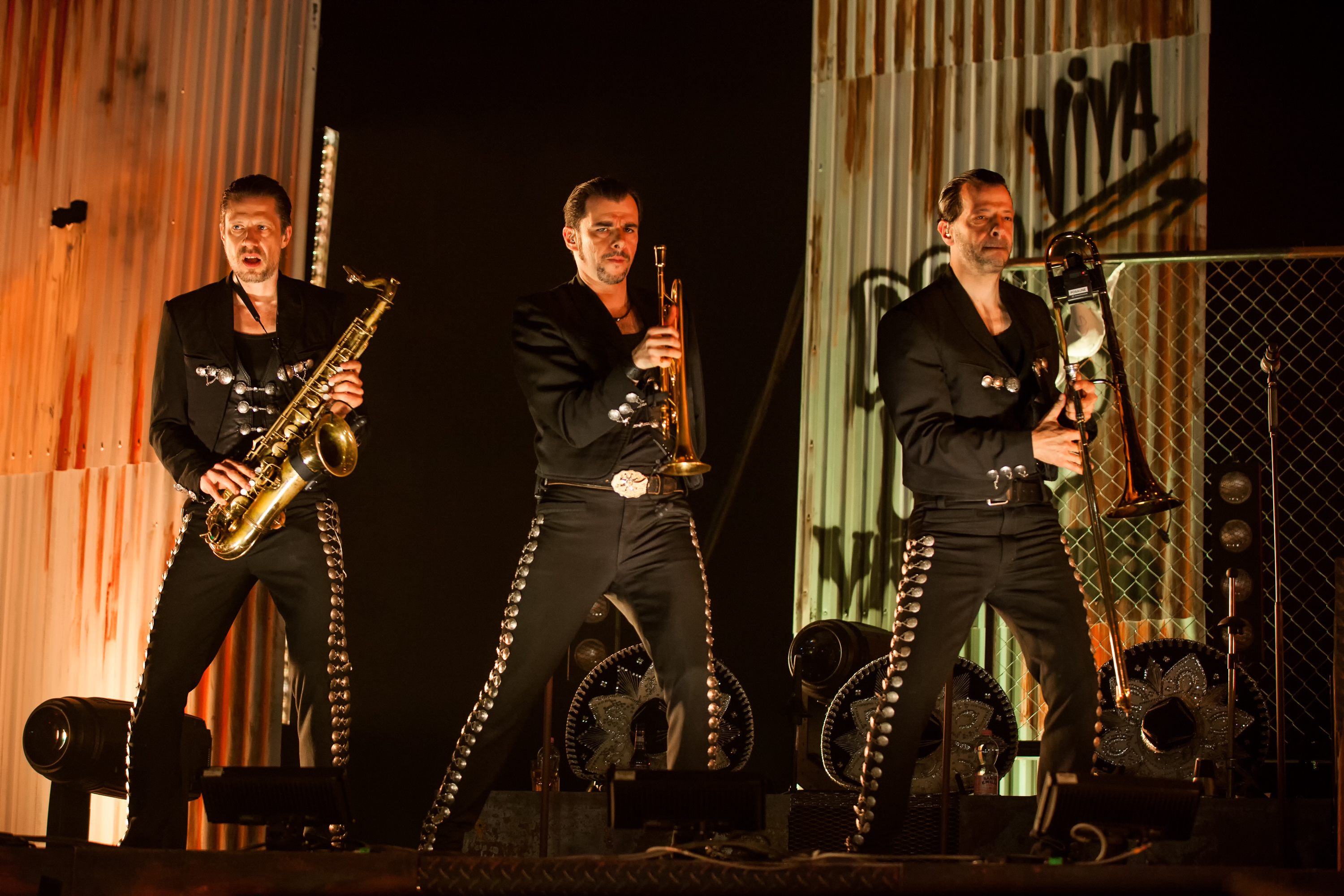
The Tijuana Wonderbrass

Die Bandmitglieder treten häufig in Unterhemden oder Jeanshemden sowie weißen Stetsons, Westernstiefeln und Sonnenbrillen auf. Daneben tragen die beiden Frontmänner Burns und Power mehrere Ringe, wobei ihre linken Hände jeweils die Wörter B-O-S-S und H-O-S-S mit vier Ringen bilden. Wichtiges Element aller Live-Auftritte ist der Surf von Perkussionist de Tijuana auf einem Brett über die Zuschauermenge. Seit der Tour zu Liberty of Action verwendet Perkussionist de Tijuana neben einer Keytar auch Keyboards. Seit der Low-Voltage-Tour wird die Band von der Bläsergruppe The Tijuana Wonderbrass begleitet.

## Engagement
Die Band setzt sich für das Lesen- und Schreibenlernen ein. Im Rahmen der Kampagne „iCHANCE“, die vom Bundesverband Alphabetisierung und Grundbildung durchgeführt wird, engagieren sich Hoss Power und Hank Williamson in Videos gegen Analphabetismus, sprechen Schwierigkeiten an und machen Betroffenen Mut.
Sie engagieren sich außerdem schon seit Anbeginn der Band für das Projekt „Sage“, das Geld für Medikamente sammelt, um ein Kinderkrankenhaus im Senegal zu unterstützen. Sie treten regelmäßig bei Benefizveranstaltungen des Vereins auf und machen Spendenaufrufe.

## Diskografie
Studioalben

| Jahr | Titel Musiklabel                                | Höchstplatzierung, Gesamtwochen, AuszeichnungChartplatzierungen (Jahr, Titel, Musiklabel, Platzierungen, Wochen, Auszeichnungen, Anmerkungen) | Höchstplatzierung, Gesamtwochen, AuszeichnungChartplatzierungen (Jahr, Titel, Musiklabel, Platzierungen, Wochen, Auszeichnungen, Anmerkungen) | Höchstplatzierung, Gesamtwochen, AuszeichnungChartplatzierungen (Jahr, Titel, Musiklabel, Platzierungen, Wochen, Auszeichnungen, Anmerkungen) | Anmerkungen                                                  |
| Jahr | Titel Musiklabel                                | DE | AT | CH | Anmerkungen                                                  |
| ---- | ----------------------------------------------- | --- | --- | --- | ------------------------------------------------------------ |
| 2005 | Internashville Urban Hymns Island Records (UMG) | DE11 ×3Dreifachgold · (29 Wo.)DE | — | — | Erstveröffentlichung: 23. Mai 2005 Verkäufe: + 300.000       |
| 2006 | Rodeo Radio Island Records (UMG)                | DE6 Platin · (32 Wo.)DE | AT40 (5 Wo.)AT | CH83 (2 Wo.)CH | Erstveröffentlichung: 1. Juni 2006 Verkäufe: + 218.870       |
| 2007 | Stallion Battalion Island Records (UMG)         | DE8 Platin · (43 Wo.)DE | AT56 (5 Wo.)AT | — | Erstveröffentlichung: 26. Oktober 2007 Verkäufe: + 200.000   |
| 2009 | Do or Die Island Records (UMG)                  | DE4 Gold · (16 Wo.)DE | AT38 (6 Wo.)AT | CH32 (10 Wo.)CH | Erstveröffentlichung: 19. Juni 2009 Verkäufe: + 123.132      |
| 2011 | Liberty of Action Island Records (UMG)          | DE4 ×2Doppelplatin · (72 Wo.)DE | AT3 Platin · (61 Wo.)AT | CH26 (31 Wo.)CH | Erstveröffentlichung: 25. November 2011 Verkäufe: + 422.112  |
| 2013 | Flames of Fame Island Records (UMG)             | DE2 Platin · (26 Wo.)DE | AT5 Platin · (13 Wo.)AT | CH8 (17 Wo.)CH | Erstveröffentlichung: 11. Oktober 2013 Verkäufe: + 217.566   |
| 2015 | Dos Bros Island Records (UMG)                   | DE1 ×3Dreifachgold · (67 Wo.)DE | AT1 Gold · (33 Wo.)AT | CH14 (34 Wo.)CH | Erstveröffentlichung: 25. September 2015 Verkäufe: + 307.500 |
| 2018 | Black Is Beautiful Island Records (UMG)         | DE1 (13 Wo.)DE | AT8 (5 Wo.)AT | CH14 (4 Wo.)CH | Erstveröffentlichung: 26. Oktober 2018                       |
| 2023 | Electric Horsemen Mercury Records (UMG)         | DE7 (4 Wo.)DE | AT26 (1 Wo.)AT | CH17 (2 Wo.)CH | Erstveröffentlichung: 5. Mai 2023                            |

## Fernsehauftritte

### Ehemals/Einmalig
- 2011–2013: The Voice of Germany, Coach, Sat. 1/ProSieben
- 2015–2016: Sing meinen Song, Vox
- 2018–2019: The Voice Senior, Coach, Sat. 1
- 2019: The Voice Kids, Coach, Sat. 1

## Auszeichnungen
- 2009: Berliner Bär (B.Z.-Kulturpreis)
- 2013: Radio Regenbogen Award
- 2014: ECHO Pop als Gruppe national Rock/Pop
- 2017: 1 Live Krone als beste Pop-Band (nominiert)